# Lucius Septimius Severus
Lucius Septimius Severus, né vers 70 et mort vers 110, est le père de Publius Septimius Geta, lui-même père de l'empereur Septime Sévère. 
Issu d'une famille libyenne de riches notables originaire de Leptis Magna. Sa mère était originaire d'Italie et son père était libyen . Il est nommé suffète et prefectus lorsque Leptis est érigée en colonie et que ses habitants acquièrent la citoyenneté sous Trajan. Ses parents se nommaient Marcus Septimius Aper et Octavie.